# Lijst van rijksmonumenten in Leiden/Pieterswijk
De Pieterswijk in hart van Leiden heeft 352 inschrijvingen in het rijksmonumentenregister; hieronder een overzicht.
| Object | Oorspronkelijke functie?  | Bouwjaar                                                                     | Architect                            | Locatie                   | Coördinaten?                 | Nr.?   | Afbeelding |
| --- | ------------------------- | ---------------------------------------------------------------------------- | ------------------------------------ | ------------------------- | ---------------------------- | ------ | --- |
| Pand met tuitgevel, moderne winkelpui | Woonhuis                  | 18e eeuw                                                                     |                                      | Aalmarkt 3                | 52° 9' 36" NB, 4° 29' 20" OL | 24548  | Meer afbeeldingen |
| Gebouw met twee gevels met rechte kroonlijst en nieuwe onderpui | Woonhuis                  | 18e eeuw                                                                     |                                      | Aalmarkt 4                | 52° 9' 36" NB, 4° 29' 20" OL | 24549  | Meer afbeeldingen |
| Pand met gevel met rechte kroonlijst, voortzetting met nr 6 | Woonhuis                  | 18e eeuw                                                                     |                                      | Aalmarkt 5                | 52° 9' 36" NB, 4° 29' 20" OL | 24550  | Meer afbeeldingen |
| Pand met gevel met rechte kroonlijst, voortzetting van nr. 5. Oorspronkelijk deur met knop | Woonhuis                  | 18e eeuw                                                                     |                                      | Aalmarkt 6                | 52° 9' 36" NB, 4° 29' 21" OL | 24551  | Meer afbeeldingen |
| Voormalige stadsapotheek en verbandhuis van het voormalige Cath. Gasthuis. Gepleisterde bakstenen puntgevel. | Overheidsgebouw           |                                                                              |                                      | Aalmarkt 11               | 52° 9' 35" NB, 4° 29' 23" OL | 24552  | Meer afbeeldingen |
| Pand met tuitgevel | Woonhuis                  | 18e eeuw                                                                     |                                      | Aalmarkt 13               | 52° 9' 35" NB, 4° 29' 24" OL | 24553  | Meer afbeeldingen |
| Pand met lijstgevel met klassicistische winkelpui | Woonhuis                  | aanvang 19e eeuw                                                             |                                      | Aalmarkt 18               | 52° 9' 34" NB, 4° 29' 25" OL | 24554  | Pand met lijstgevel met klassicistische winkelpui |
| Fragment van twee verschillende gevels samen onder een dak met rechte kroonlijst | Onderdeel woningen e.d.   |                                                                              |                                      | Aalmarkt 20               | 52° 9' 34" NB, 4° 29' 25" OL | 24555  | Meer afbeeldingen |
| Waaghoofd | Aanlegvoorziening         | 17e eeuw                                                                     |                                      | Aalmarkt 20               | 52° 9' 36" NB, 4° 29' 21" OL | 24557  | Meer afbeeldingen |
| Waag en Boterhal | Handel en kantoor         | ca. 1657-1658                                                                |                                      | Aalmarkt 21               | 52° 9' 34" NB, 4° 29' 26" OL | 24556  | Meer afbeeldingen |
| Vroom & Dreesmann | Winkel                    | 1936                                                                         | L. van der Laan en J.A. van der Laan | Aalmarkt 22               | 52° 9' 32" NB, 4° 29' 25" OL | 515119 | Meer afbeeldingen |
| Webster University | Onderwijs en wetenschap   | 1869-1870                                                                    | J.W. Schaap                          | Boommarkt 1               | 52° 9' 38" NB, 4° 29' 10" OL | 515122 | Meer afbeeldingen |
| Pand met bakstenen gevel met recente kroonlijst | Woonhuis                  |                                                                              |                                      | Boommarkt 20              | 52° 9' 37" NB, 4° 29' 18" OL | 24569  | Meer afbeeldingen |
| Pand met gepleisterde gevel met gewijzigde rechte kroonlijst | Woonhuis                  | 18e eeuw                                                                     |                                      | Boommarkt 21              | 52° 9' 37" NB, 4° 29' 18" OL | 24570  | Pand met gepleisterde gevel met gewijzigde rechte kroonlijst                                                                                                 |
| Pand met bakstenen tuitgevel | Woonhuis                  | 17e eeuw                                                                     |                                      | Boommarkt 22              | 52° 9' 37" NB, 4° 29' 18" OL | 24571  | Pand met bakstenen tuitgevel |
| Pand met gepleisterde lijstgevel | Woonhuis                  |                                                                              |                                      | Boommarkt 23              | 52° 9' 36" NB, 4° 29' 18" OL | 24572  | Pand met gepleisterde lijstgevel |
| Klein Minerva | Woonhuis                  | eerste helft 19e eeuw                                                        |                                      | Boommarkt 23              | 52° 9' 36" NB, 4° 29' 19" OL | 24573  | Meer afbeeldingen |
| Pand met trapgevel, bovenvensters strekken met maskersluitstenen | Woonhuis                  | midden 17e eeuw                                                              |                                      | Botermarkt 1              | 52° 9' 28" NB, 4° 29' 30" OL | 24574  | Meer afbeeldingen |
| Pand met lijstgevel. Moderne kozijnen en ramen | Woonhuis                  | 18e eeuw                                                                     |                                      | Botermarkt 2              | 52° 9' 28" NB, 4° 29' 30" OL | 24575  | Meer afbeeldingen |
| Pand met lijstgevel | Woonhuis                  | 18e eeuw                                                                     |                                      | Botermarkt 4              | 52° 9' 28" NB, 4° 29' 31" OL | 24576  | Meer afbeeldingen |
| Pand met lijstgevel | Woonhuis                  | 18e eeuw                                                                     |                                      | Botermarkt 8              | 52° 9' 27" NB, 4° 29' 32" OL | 24577  | Meer afbeeldingen |
| Pand met lijstgevel, modern dak | Werk-woonhuis             | 18e eeuw                                                                     |                                      | Botermarkt 9              | 52° 9' 27" NB, 4° 29' 32" OL | 24578  | Meer afbeeldingen |
| Pand met gepleisterde lijstgevel | Woonhuis                  | ca. 1865                                                                     |                                      | Botermarkt 10             | 52° 9' 27" NB, 4° 29' 32" OL | 24579  | Meer afbeeldingen |
| Pand met gepleisterde lijstgevel | Werk-woonhuis             | 19e eeuw                                                                     |                                      | Botermarkt 11             | 52° 9' 27" NB, 4° 29' 32" OL | 24580  | Meer afbeeldingen |
| Pand met bakstenen gevel met rechte kroonlijst. Onderpui en ramen gewijzigd | Woonhuis                  | 18e eeuw                                                                     |                                      | Botermarkt 13             | 52° 9' 26" NB, 4° 29' 32" OL | 24581  | Meer afbeeldingen |
| Pand met lijstgevel | Woonhuis                  | 18e eeuw                                                                     |                                      | Botermarkt 14             | 52° 9' 26" NB, 4° 29' 33" OL | 24582  | Meer afbeeldingen |
| Gebouw met lijstgevel, twee panden. Rechts neo-renaissance winkelpui | Werk-woonhuis             | 18e eeuw                                                                     |                                      | Botermarkt 15             | 52° 9' 26" NB, 4° 29' 33" OL | 24583  | Meer afbeeldingen |
| Pand met lijstgevel. Onderbouw modern | Woonhuis                  | 18e eeuw                                                                     |                                      | Botermarkt 17 A           | 52° 9' 26" NB, 4° 29' 33" OL | 24584  | Meer afbeeldingen |
| Pand met grote console-lijstgevel. Fraai gesneden consoles, onderpui vernieuwd | Werk-woonhuis             | midden 18e eeuw                                                              |                                      | Botermarkt 19             | 52° 9' 25" NB, 4° 29' 34" OL | 24585  | Meer afbeeldingen |
| Pand met gevel, afgedekt, rechte kroonlijst | Woonhuis                  | eerste helft 17e eeuw (fragment van trapgevel)                               |                                      | Botermarkt 23             | 52° 9' 25" NB, 4° 29' 35" OL | 24586  | Meer afbeeldingen |
| Pand met lijstgevel | Woonhuis                  | eind 18e eeuw                                                                |                                      | Botermarkt 24             | 52° 9' 24" NB, 4° 29' 35" OL | 24587  | Meer afbeeldingen |
| Pand met lijstgevel, modern dak | Woonhuis                  | 19e eeuw                                                                     |                                      | Botermarkt 25             | 52° 9' 24" NB, 4° 29' 35" OL | 24588  | Meer afbeeldingen |
| Pand met lijstgevel afgedekt met rechte kroonlijst | Woonhuis                  |                                                                              |                                      | Botermarkt 26             | 52° 9' 24" NB, 4° 29' 35" OL | 24589  | Meer afbeeldingen |
| Pand met gevel met rechte kroonlijst en Louis XIV dakvenster, onderpui verbouwd. | Werk-woonhuis             |                                                                              |                                      | Breestraat 1 A            | 52° 9' 36" NB, 4° 29' 7" OL  | 24590  | Meer afbeeldingen |
| Pand met hoge gevel met rechte klassieke kroonlijst, moderne onderpui | Woonhuis                  | laatste helft 18e eeuw                                                       |                                      | Breestraat 3              | 52° 9' 36" NB, 4° 29' 7" OL  | 24591  | Meer afbeeldingen |
| Pand met gevel met rechte kroonlijst, moderne onderpui | Werk-woonhuis             | 18e eeuw                                                                     |                                      | Breestraat 5 A            | 52° 9' 36" NB, 4° 29' 8" OL  | 24592  | Meer afbeeldingen |
| Pand met twee verdiepingen onder schilddak (op op de tweede verdieping vierruitsschuifvensters) | Werk-woonhuis             | 17e eeuw (oorsprong)                                                         |                                      | Breestraat 6              | 52° 9' 37" NB, 4° 29' 8" OL  | 24629  | Meer afbeeldingen |
| Winkel met bovenwoning | Werk-woonhuis             | ca. 1890                                                                     |                                      | Breestraat 11             | 52° 9' 36" NB, 4° 29' 8" OL  | 515089 | Meer afbeeldingen |
| Pand met bakstenen gevel met rechte kroonlijst en afgewolfd dak | Werk-woonhuis             | 18e eeuw                                                                     |                                      | Breestraat 14             | 52° 9' 37" NB, 4° 29' 9" OL  | 24630  | Meer afbeeldingen |
| Pand met bakstenen gevel met rechte kroonlijst en natuurstenen hoeken | Werk-woonhuis             | 17e eeuw                                                                     |                                      | Breestraat 16             | 52° 9' 37" NB, 4° 29' 9" OL  | 24631  | Meer afbeeldingen |
| Pand met lijstgevel | Woonhuis                  | eind 18e eeuw                                                                |                                      | Breestraat 17             | 52° 9' 36" NB, 4° 29' 10" OL | 24593  | Meer afbeeldingen |
| Pand met brede hoge bakstenen gevel met rechte kroonlijst, vensters boven ingang in houten omlijsting | Woonhuis                  | eerste helft 18e eeuw                                                        |                                      | Breestraat 18             | 52° 9' 36" NB, 4° 29' 10" OL | 24632  | Meer afbeeldingen |
| Pand met brede gevel met rechte getande kroonlijst | Woonhuis                  | laatste helft 18e eeuw                                                       |                                      | Breestraat 19             | 52° 9' 35" NB, 4° 29' 11" OL | 24594  | Meer afbeeldingen |
| Hoekpand met gewijzigde rechte kroonlijst, onderpui gewijzigd | Werk-woonhuis             | 18e eeuw                                                                     |                                      | Breestraat 21             | 52° 9' 36" NB, 4° 29' 11" OL | 24595  | Meer afbeeldingen |
| Pand met brede bakstenen gevel met fijn metselwerk, rechte kroonlijst met rococo-consoles | Woonhuis                  | midden 18e eeuw                                                              |                                      | Breestraat 24             | 52° 9' 36" NB, 4° 29' 11" OL | 24633  | Meer afbeeldingen |
| Pand met brede gevel met rechte kroonlijst | Woonhuis                  | midden 18e eeuw                                                              |                                      | Breestraat 25             | 52° 9' 36" NB, 4° 29' 12" OL | 24596  | Meer afbeeldingen |
| Pand met gevel met rechte kroonlijst en houten deuromlijsting, deur met knop | Woonhuis                  | midden 18e eeuw                                                              |                                      | Breestraat 27             | 52° 9' 35" NB, 4° 29' 13" OL | 24597  | Meer afbeeldingen |
| Pand met bakstenen gevel met rechts kroonlijst consoles met leeuwenmaskers, moderne winkelpui | Werk-woonhuis             | 18e eeuw                                                                     |                                      | Breestraat 28             | 52° 9' 36" NB, 4° 29' 12" OL | 24634  | Meer afbeeldingen |
| Pand met bakstenen gevel met rechte kroonlijst | Werk-woonhuis             | midden 18e eeuw (consoles)                                                   |                                      | Breestraat 30             | 52° 9' 36" NB, 4° 29' 12" OL | 24635  | Meer afbeeldingen |
| Trianon Theater | Welzijn, kunst en cultuur | 1730 (verbouwd tot bioscoop)                                                 |                                      | Breestraat 31             | 52° 9' 35" NB, 4° 29' 14" OL | 24598  | Meer afbeeldingen |
| Pand met bakstenen gevel met rechte kroonlijst | Werk-woonhuis             | midden 18e eeuw (consoles)                                                   |                                      | Breestraat 32             | 52° 9' 36" NB, 4° 29' 13" OL | 24636  | Meer afbeeldingen |
| Pand met bakstenen gevel met rechte kroonlijst | Werk-woonhuis             |                                                                              |                                      | Breestraat 34             | 52° 9' 36" NB, 4° 29' 13" OL | 24637  | Meer afbeeldingen |
| Pand met gevel met rechte kroonlijst en houten deuromlijsting | Werk-woonhuis             | eerste helft 18e eeuw                                                        |                                      | Breestraat 37             | 52° 9' 35" NB, 4° 29' 15" OL | 24599  | Meer afbeeldingen |
| Pand met rijzige bakstenen gevel, hijsbalkluik in rechte kroonlijst, onderpui gewijzigd | Werk-woonhuis             | 18e eeuw                                                                     |                                      | Breestraat 39             | 52° 9' 35" NB, 4° 29' 15" OL | 24600  | Meer afbeeldingen |
| Pand met gevel met console kroonlijst, moderne winkelpui | Werk-woonhuis             | 18e eeuw                                                                     |                                      | Breestraat 41             | 52° 9' 35" NB, 4° 29' 16" OL | 24601  | Meer afbeeldingen |
| Pand met gevel met console kroonlijst, moderne winkelpui | Appartementengebouw       | 18e eeuw                                                                     |                                      | Breestraat 43             | 52° 9' 35" NB, 4° 29' 16" OL | 24602  | Meer afbeeldingen |
| Pand met brede zandstenen gevel met rechte kroonlijst | Woonhuis                  | ca. 1775                                                                     |                                      | Breestraat 46             | 52° 9' 36" NB, 4° 29' 14" OL | 24638  | Meer afbeeldingen |
| Pand met lijstgevel, moderne winkelpui | Werk-woonhuis             | 1e helft 19e eeuw                                                            |                                      | Breestraat 47             | 52° 9' 35" NB, 4° 29' 17" OL | 24603  | Meer afbeeldingen |
| Pand met hoge bakstenen gevel met rechte kroonlijst, gesneden consoles | Werk-woonhuis             | midden 18e eeuw                                                              |                                      | Breestraat 49             | 52° 9' 34" NB, 4° 29' 17" OL | 24604  | Meer afbeeldingen |
| Pand met gezwenkte tuitgevel. Onderbouw modern | Werk-woonhuis             | ca. 1600 eerste helft 17e eeuw (gewijzigd)                                   |                                      | Breestraat 51             | 52° 9' 34" NB, 4° 29' 17" OL | 24605  | Meer afbeeldingen |
| Winkel met bovenwoning | Werk-woonhuis             | 1935                                                                         | H. Lamberts                          | Breestraat 52             | 52° 9' 35" NB, 4° 29' 18" OL | 515123 | Meer afbeeldingen |
| Pand met bakstenen gevel met rechte kroonlijst, bovenverdieping met pilasters | Werk-woonhuis             | 18e eeuw                                                                     |                                      | Breestraat 54             | 52° 9' 35" NB, 4° 29' 18" OL | 24639  | Meer afbeeldingen |
| Breestraat 56: pand met bakstenen gevel met middentop trant Hendrick de Keyser, fijn metselwerk, natuursteenversieringen, gekoppelde Toskaanse pilasters, in de top Mercurius kop, bekroning schildhoudende leeuw, zonnewijzer   | Werk-woonhuis             | ca. 1625                                                                     |                                      | Breestraat 56             | 52° 9' 35" NB, 4° 29' 19" OL | 24640  | Meer afbeeldingen |
| Pand met gepleisterde lijstgevel | Woonhuis                  | 17e eeuw                                                                     |                                      | Breestraat 57             | 52° 9' 34" NB, 4° 29' 18" OL | 24606  | Meer afbeeldingen |
| Gemeenlandshuis van Rijnland | Bestuursgebouw en onderdl | 1598 (voorgevel)                                                             | J. van Bauchum en Jan Dircxz         | Breestraat 59             | 52° 9' 33" NB, 4° 29' 17" OL | 24607  | Meer afbeeldingen |
| Stadsgehoorzaal (het Leidse concertgebouw) | Welzijn, kunst en cultuur | 1890-1891                                                                    | D.E.C. Knuttel                       | Breestraat 60             | 52° 9' 36" NB, 4° 29' 21" OL | 515090 | Meer afbeeldingen |
| Waalse Kerk | Kerk en kerkonderdeel     | 1635                                                                         |                                      | Breestraat 62             | 52° 9' 34" NB, 4° 29' 21" OL | 24641  | Meer afbeeldingen |
| Winkel met bovenwoning gewijzigde voorgevel met sgrafittoreliëf in art-nouveaustijl | Werk-woonhuis             | ca. 1905                                                                     |                                      | Breestraat 65             | 52° 9' 33" NB, 4° 29' 19" OL | 515124 | Meer afbeeldingen |
| Pand met bakstenen gevel met rechte kroonlijst met consoles | Werk-woonhuis             | laatste helft 18e eeuw                                                       |                                      | Breestraat 70             | 52° 9' 33" NB, 4° 29' 22" OL | 24643  | Meer afbeeldingen |
| Pand met bakstenen lijstgevel | Werk-woonhuis             | 18e eeuw                                                                     |                                      | Breestraat 71             | 52° 9' 33" NB, 4° 29' 20" OL | 24608  | Meer afbeeldingen |
| Hoekpand, bakstenen gevel met rechte kroonlijst, onderpui gewijzigd | Woonhuis                  | 18e eeuw                                                                     |                                      | Breestraat 74             | 52° 9' 33" NB, 4° 29' 22" OL | 24645  | Meer afbeeldingen |
| Pand met bakstenen gevel met rechte consoles, kroonlijst, mooie onderpui met hardstenen plint, rijkbewerkte middenpartij | Woonhuis                  | ca. 1730                                                                     |                                      | Breestraat 74             | 52° 9' 33" NB, 4° 29' 22" OL | 24644  | Meer afbeeldingen |
| Pand met bakstenen pilastergevel door rechte kroonlijst gedekt | Werk-woonhuis             | 18e eeuw                                                                     |                                      | Breestraat 83             | 52° 9' 32" NB, 4° 29' 22" OL | 24609  | Meer afbeeldingen |
| In den vergulden Turk | Werk-woonhuis             | 1673                                                                         | vermoedelijk Willem van der Helm     | Breestraat 84             | 52° 9' 32" NB, 4° 29' 25" OL | 24646  | Meer afbeeldingen |
| Voormalige hotel Levedag : pand met brede gevel met rechte consolekroonlijst | Werk-woonhuis             | laatste helft 18e eeuw                                                       |                                      | Breestraat 85             | 52° 9' 31" NB, 4° 29' 22" OL | 24610  | Meer afbeeldingen |
| Pand met gevel met rechte kroonlijst met consoles | Woonhuis                  | 19e eeuw                                                                     |                                      | Breestraat 87             | 52° 9' 31" NB, 4° 29' 22" OL | 24611  | Meer afbeeldingen |
| Winkel met bovenwoning | Werk-woonhuis             | 1905                                                                         | Jacobus van der Heijden              | Breestraat 90             | 52° 9' 31" NB, 4° 29' 25" OL | 515125 | Meer afbeeldingen |
| Stadhuis met woningen | Overheidsgebouw           | 1595 (oorspronkelijke gevel)                                                 |                                      | Breestraat 92             | 52° 9' 30" NB, 4° 29' 25" OL | 24647  | Meer afbeeldingen |
| Pand met bakstenen gevel bovendeel met pilasters, rechte kroonlijst met consoles en groot dakvenster | Woonhuis                  | midden 18e eeuw                                                              |                                      | Breestraat 95             | 52° 9' 30" NB, 4° 29' 23" OL | 24612  | Meer afbeeldingen |
| Pand met gepleisterde gevel met rechte kroonlijst boven verdieping met pilasters | Woonhuis                  | 17e eeuw                                                                     |                                      | Breestraat 99             | 52° 9' 30" NB, 4° 29' 24" OL | 24613  | Meer afbeeldingen |
| Pand met gepleisterde lijstgevel | Gebouw                    |                                                                              |                                      | Breestraat 101            | 52° 9' 30" NB, 4° 29' 24" OL | 24614  | Meer afbeeldingen |
| Poort voormalige penshal met achterliggend kruisgewelf in vijf traveeën | Fort, vesting en -onderdl | 1607                                                                         |                                      | Breestraat 101            | 52° 9' 29" NB, 4° 29' 23" OL | 24615  | Meer afbeeldingen |
| Hoekpand uit de gewijzigde voorgevel onder rechte kroonlijst, sierankers. Winkelpui met ijzeren versieringen in Art-Nouveau | Woonhuis                  | 17e eeuw                                                                     |                                      | Breestraat 106            | 52° 9' 27" NB, 4° 29' 28" OL | 24648  | Meer afbeeldingen |
| Pand met gevel met rechte kroonlijst met consoles | Woonhuis                  | 18e eeuw                                                                     |                                      | Breestraat 113            | 52° 9' 29" NB, 4° 29' 25" OL | 24616  | Meer afbeeldingen |
| Pand met lijstgevel | Woonhuis                  | aanvang 19e eeuw                                                             |                                      | Breestraat 115            | 52° 9' 29" NB, 4° 29' 25" OL | 24617  | Meer afbeeldingen |
| Pand met brede bakstenen gevel met rechte kroonlijst met consoles | Woonhuis                  | midden 18e eeuw                                                              |                                      | Breestraat 117            | 52° 9' 28" NB, 4° 29' 25" OL | 24618  | Meer afbeeldingen |
| Pand met bakstenen gevel met rechte kroonlijst, gedrongen consoles | Woonhuis                  | midden 18e eeuw                                                              |                                      | Breestraat 119            | 52° 9' 28" NB, 4° 29' 26" OL | 24619  | Meer afbeeldingen |
| Pand met bakstenen gevel met rechte kroonlijst en in verlengde wolfdak - terzijde - topgevel, moderne onderpui | Woonhuis                  |                                                                              |                                      | Breestraat 123            | 52° 9' 28" NB, 4° 29' 27" OL | 24620  | Meer afbeeldingen |
| Het Gulden Vlies | Woonhuis                  | begin 18e eeuw                                                               |                                      | Breestraat 125            | 52° 9' 27" NB, 4° 29' 27" OL | 24621  | Meer afbeeldingen |
| 't Hof van Holland | Woonhuis                  | 1730                                                                         |                                      | Breestraat 127            | 52° 9' 27" NB, 4° 29' 28" OL | 24622  | Meer afbeeldingen |
| Voormalige pastorie R.K. Kerk. | Woonhuis                  | laatste helft 17e eeuw                                                       |                                      | Breestraat 139            | 52° 9' 25" NB, 4° 29' 28" OL | 24623  | Meer afbeeldingen |
| Pand met bakstenen gevel met rechte kroonlijst, bovenverdieping met pilasters, onderpui verbouwd | Woonhuis                  | 18e eeuw                                                                     |                                      | Breestraat 141            | 52° 9' 26" NB, 4° 29' 29" OL | 24624  | Meer afbeeldingen |
| Pand met bakstenen gevel met rechte kroonlijst, bovenverdieping met pilasters, onderpui verbouwd | Werk-woonhuis             | 18e eeuw                                                                     |                                      | Breestraat 143            | 52° 9' 26" NB, 4° 29' 30" OL | 24625  | Meer afbeeldingen |
| Winkel | Winkel                    | 1907                                                                         | H.J. Jesse en W. Fontein             | Breestraat 146            | 52° 9' 25" NB, 4° 29' 34" OL | 515126 | Meer afbeeldingen |
| Pand met brede bakstenen gevel met rechte kroonlijst. Louis seize, moderne onderpui | Woonhuis                  |                                                                              |                                      | Breestraat 161            | 52° 9' 24" NB, 4° 29' 32" OL | 24626  | Meer afbeeldingen |
| Pand met lijstgevel | Woonhuis                  | aanvang 19e eeuw                                                             |                                      | Breestraat 175            | 52° 9' 23" NB, 4° 29' 34" OL | 24627  | Meer afbeeldingen |
| Gebouw met twee gevels met rechte kroonlijsten | Woonhuis                  | 1632                                                                         |                                      | Breestraat 177            | 52° 9' 23" NB, 4° 29' 34" OL | 24628  | Meer afbeeldingen |
| Brouchovenhof | Sociale zorg, liefdadigh. | 1640                                                                         |                                      | Brouckhovenshof 1         | 52° 9' 33" NB, 4° 29' 10" OL | 25435  | Meer afbeeldingen |
| Pand met topgevel met venstertogen (gewijzigd) en gevelanker | Woonhuis                  | eerste helft 17e eeuw                                                        |                                      | Diefsteeg 9               | 52° 9' 32" NB, 4° 29' 19" OL | 24652  | Meer afbeeldingen |
| Pand met tuitgevel, onderpui verbouwd | Woonhuis                  | laatste helft 18e eeuw                                                       |                                      | Diefsteeg 10              | 52° 9' 31" NB, 4° 29' 18" OL | 24653  | Meer afbeeldingen |
| Pand met bakstenen tuitgevel. Ondergevel gewijzigd | Woonhuis                  |                                                                              |                                      | Diefsteeg 11              | 52° 9' 31" NB, 4° 29' 18" OL | 24654  | Meer afbeeldingen |
| Pand met trapgevel met kruiskozijn. Onderpui verbouwd | Woonhuis                  | midden 17e eeuw                                                              |                                      | Diefsteeg 12              | 52° 9' 31" NB, 4° 29' 18" OL | 24655  | Meer afbeeldingen |
| Pand met gerestaureerde rijzige bakstenen gevel, met rechte kroonlijst. Ondergevel gewijzigd | Woonhuis                  | 18e eeuw                                                                     |                                      | Diefsteeg 13              | 52° 9' 31" NB, 4° 29' 18" OL | 24656  | Meer afbeeldingen |
| Pand met tuitgevel | Woonhuis                  | midden 18e eeuw                                                              |                                      | Diefsteeg 19              | 52° 9' 31" NB, 4° 29' 17" OL | 24657  | Meer afbeeldingen |
| Pand met gepleisterde lijstgevel. Onderbouw modern | Handel en kantoor         |                                                                              |                                      | Gekroonde Liefdepoort 22  | 52° 9' 26" NB, 4° 29' 21" OL | 25217  | Pand met gepleisterde lijstgevel. Onderbouw modern |
| Pand met lijstgevel | Woonhuis                  | laatste helft 18e eeuw                                                       |                                      | Gerecht 1                 | 52° 9' 29" NB, 4° 29' 14" OL | 24689  | Meer afbeeldingen |
| Pand met lijstgeve | Werk-woonhuis             | 19e eeuw                                                                     |                                      | Gerecht 2                 | 52° 9' 30" NB, 4° 29' 12" OL | 24691  | Meer afbeeldingen |
| Pand met lijstgevel | Woonhuis                  | aanvang 19e eeuw                                                             |                                      | Gerecht 3                 | 52° 9' 29" NB, 4° 29' 14" OL | 25137  | Meer afbeeldingen |
| Pand met puntgevel, bogen met natuursteenblokken boven de vensters. Stoep met palen | Woonhuis                  | eerste helft 17e eeuw                                                        |                                      | Gerecht 4                 | 52° 9' 30" NB, 4° 29' 12" OL | 24692  | Meer afbeeldingen |
| Pand met lijstgevel | Woonhuis                  | 19e eeuw                                                                     |                                      | Gerecht 5                 | 52° 9' 29" NB, 4° 29' 14" OL | 25138  | Pand met lijstgevel |
| Pand met trapgevel | Woonhuis                  | 17e eeuw                                                                     |                                      | Gerecht 6                 | 52° 9' 30" NB, 4° 29' 12" OL | 24693  | Meer afbeeldingen |
| Pand met lijstgevel | Woonhuis                  | 18e eeuw                                                                     |                                      | Gerecht 7                 | 52° 9' 29" NB, 4° 29' 14" OL | 25139  | Meer afbeeldingen |
| Statig herenhuis. Brede lijstgevel. Zadeldak eindigend in lage topgevels opzij, luiken aan de vensters beneden | Woonhuis                  | midden 18e eeuw                                                              |                                      | Gerecht 8                 | 52° 9' 30" NB, 4° 29' 12" OL | 2494   | Meer afbeeldingen |
| Pand met gepleisterde lijstgevel | Woonhuis                  | 19e eeuw                                                                     |                                      | Gerecht 9                 | 52° 9' 29" NB, 4° 29' 14" OL | 25140  | Meer afbeeldingen |
| Woonhuis met drie verdiepingen hoge, vijf assen brede gevel aan het Gerecht voor gedeeltelijk ouder huis en ouder achterhuis | Woonhuis                  | eind 18e eeuw                                                                |                                      | Gerecht 10                | 52° 9' 30" NB, 4° 29' 13" OL | 24695  | Meer afbeeldingen |
| Pand met lijstgevel. Rechte strekken met maskersluitstenen boven de vensters, houten ingangsomlijsting uit begin 19e eeuw. Hardstenen stoep met palen                                                                            | Woonhuis                  | laatste helft 17e eeuw                                                       |                                      | Gerecht 12                | 52° 9' 30" NB, 4° 29' 13" OL | 24696  | Meer afbeeldingen |
| Huis op onregelmatig grondvlak, onder schilddak. Bovenste helft gevel gepleisterd. Goede roedenverdeling in de vensters | Woonhuis                  | ouder dan midden 19e eeuw (kern))                                            |                                      | Gerecht 13                | 52° 9' 30" NB, 4° 29' 14" OL | 24690  | Meer afbeeldingen |
| Pand met tuitgevel, lichte Tudorbogen boven vensters 1e verdieping | Woonhuis                  | eerste helft 17e eeuw                                                        |                                      | Herensteeg 1              | 52° 9' 26" NB, 4° 29' 17" OL | 24802  | Meer afbeeldingen |
| Pand met bakstenen gevel. Kroonlijst met consoles. Stoephek. Deuromlijsting | Woonhuis                  | eerste helft 18e eeuw                                                        |                                      | Herensteeg 6              | 52° 9' 26" NB, 4° 29' 17" OL | 24809  | Meer afbeeldingen |
| Pand met gepleisterde tuitgevel | Woonhuis                  | 17e eeuw                                                                     |                                      | Herensteeg 7 A            | 52° 9' 26" NB, 4° 29' 17" OL | 24803  | Meer afbeeldingen |
| Pand met gepleisterde lijstgevel | Woonhuis                  | 18e eeuw                                                                     |                                      | Herensteeg 9              | 52° 9' 26" NB, 4° 29' 17" OL | 24804  | Meer afbeeldingen |
| Pand met tuitgevel | Woonhuis                  | 1729                                                                         |                                      | Herensteeg 10             | 52° 9' 25" NB, 4° 29' 17" OL | 24810  | Meer afbeeldingen |
| Pand met lijstgevel | Woonhuis                  | 18e eeuw                                                                     |                                      | Herensteeg 11             | 52° 9' 25" NB, 4° 29' 17" OL | 24805  | Meer afbeeldingen |
| Poortje met zandstenen omlijsting. Achteruitgang van Universiteitsbibliotheek die in 1593 naar Begijnhof overgebracht werd. Waarschijnlijk gebouwd als tweede ingang tot de Engelse Kerk die eveneens hier gevestigd was         | Erfscheiding              | 1664                                                                         |                                      | Herensteeg 11             | 52° 9' 25" NB, 4° 29' 17" OL | 24806  | Meer afbeeldingen |
| Pakhuis met afgeknotte topgevel, rechte kroonlijst | Appartementengebouw       | 17e eeuw                                                                     |                                      | Herensteeg 12             | 52° 9' 25" NB, 4° 29' 17" OL | 24811  | Meer afbeeldingen |
| Pand met bakstenen gevel met rechte kroonlijst. Pui grotendeels intact, oude roedenverdeling vensters | Woonhuis                  | 17e eeuw, begin 18e eeuw                                                     |                                      | Herensteeg 13             | 52° 9' 25" NB, 4° 29' 17" OL | 24807  | Meer afbeeldingen |
| Pand met gepleisterde trapgevel | Woonhuis                  | 17e eeuw                                                                     |                                      | Herensteeg 28             | 52° 9' 22" NB, 4° 29' 18" OL | 24812  | Meer afbeeldingen |
| Gevelfragment, zijgevel van pand Rapenburg 110, begane grond ramen met blinden | Onderdeel woningen e.d.   | ca. 1650                                                                     |                                      | Herensteeg 30             | 52° 9' 22" NB, 4° 29' 18" OL | 24813  | Meer afbeeldingen |
| Pand met lage tuitgevel onder gepleisterd sieranker. In geveltop kruisvensters | Woonhuis                  | eerste helft 17e eeuw                                                        |                                      | Herensteeg 35             | 52° 9' 23" NB, 4° 29' 17" OL | 24808  | Meer afbeeldingen |
| Pand met gevel met rechte kroonlijst | Woonhuis                  | 19e eeuw                                                                     |                                      | Houtstraat 3              | 52° 9' 29" NB, 4° 29' 10" OL | 24964  | Pand met gevel met rechte kroonlijst |
| Pand met gevel met rechte kroonlijst | Woonhuis                  | 19e eeuw                                                                     |                                      | Houtstraat 4              | 52° 9' 29" NB, 4° 29' 10" OL | 24965  | Meer afbeeldingen |
| Pand met gevel met rechte kroonlijst met bogen boven de vensters. Empire-ramen | Woonhuis                  | 17e eeuw                                                                     |                                      | Houtstraat 5              | 52° 9' 29" NB, 4° 29' 11" OL | 24966  | Meer afbeeldingen |
| Pand met gevel met rechte kroonlijst, rechte strekken boven de vensters met maskersluitstenen | Woonhuis                  | eerste helft 17e eeuw                                                        |                                      | Houtstraat 6              | 52° 9' 29" NB, 4° 29' 11" OL | 24967  | Meer afbeeldingen |
| Pand met rechte gevel met kroonlijst | Woonhuis                  | begin 19e eeuw                                                               |                                      | Kloksteeg 1               | 52° 9' 25" NB, 4° 29' 11" OL | 47505  | Meer afbeeldingen |
| Pand met trapgevel. In bovenverdiepingen kruisvensters met halve luiken | Woonhuis                  | midden 17e eeuw                                                              |                                      | Kloksteeg 2               | 52° 9' 26" NB, 4° 29' 11" OL | 24986  | Meer afbeeldingen |
| Pand met lijstgevel | Woonhuis                  | 18e eeuw                                                                     |                                      | Kloksteeg 4               | 52° 9' 26" NB, 4° 29' 11" OL | 24987  | Meer afbeeldingen |
| Pand met tuitgevel | Woonhuis                  | 18e eeuw                                                                     |                                      | Kloksteeg 5               | 52° 9' 25" NB, 4° 29' 11" OL | 24982  | Meer afbeeldingen |
| Pand met tuitgevel | Woonhuis                  | 18e eeuw                                                                     |                                      | Kloksteeg 6               | 52° 9' 26" NB, 4° 29' 11" OL | 24988  | Meer afbeeldingen |
| Pand met trapgevel, overbouwde poort met korfboog | Woonhuis                  | aanvang 17e eeuw 1917 (vernieuwd)                                            |                                      | Kloksteeg 9               | 52° 9' 25" NB, 4° 29' 12" OL | 24983  | Meer afbeeldingen |
| Pand met tuitgevel, gepleisterd | Woonhuis                  | 18e eeuw                                                                     |                                      | Kloksteeg 10              | 52° 9' 26" NB, 4° 29' 12" OL | 24989  | Meer afbeeldingen |
| Pand met lijstgevel. Cordonlijst tussen de begane-grond en de verdieping. De verdiepingsvensters hebben geprofileerde, houten omlijstingen                                                                                       | Woonhuis                  | wellicht derde kwart 19e eeuw                                                |                                      | Kloksteeg 12              | 52° 9' 26" NB, 4° 29' 11" OL | 24990  | Meer afbeeldingen |
| Hoekpand, met verdieping en schilddak. Gepleisterde gevel onder gootlijst met klossen | Woonhuis                  | wellicht 18e eeuw                                                            |                                      | Kloksteeg 14              | 52° 9' 26" NB, 4° 29' 12" OL | 24991  | Meer afbeeldingen |
| Jan Pesijnhof | Sociale zorg, liefdadigh. | 1683                                                                         |                                      | Kloksteeg 21              | 52° 9' 26" NB, 4° 29' 14" OL | 24984  | Meer afbeeldingen |
| Prentenkabinet universiteit. Gevel met rechte kroonlijst. Lod.XIV omlijsting | Onderwijs en wetenschap   | 1740 (ingang)                                                                |                                      | Kloksteeg 23              | 52° 9' 26" NB, 4° 29' 16" OL | 24985  | Meer afbeeldingen |
| Pand met gevel met rechte kroonlijst | Woonhuis                  | laatste helft 17e eeuw                                                       |                                      | Koornbrugsteeg 3          | 52° 9' 28" NB, 4° 29' 29" OL | 24993  | Meer afbeeldingen |
| Fragment van gevel. Kruiskozijnen waarboven strekken met maskersluitsteen, rechte kroonlijst, onderpui modern | Onderdeel woningen e.d.   | midden 17e eeuw                                                              |                                      | Koornbrugsteeg 5          | 52° 9' 28" NB, 4° 29' 30" OL | 24994  | Meer afbeeldingen |
| Pand met gewijzigde topgevel. Raamkozijnen nog oorspronkelijk | Woonhuis                  |                                                                              |                                      | Langebrug 3               | 52° 9' 34" NB, 4° 29' 11" OL | 25012  | Meer afbeeldingen |
| Pand met lijstgevel | Woonhuis                  | midden 18e eeuw                                                              |                                      | Langebrug 5               | 52° 9' 34" NB, 4° 29' 11" OL | 25013  | Meer afbeeldingen |
| Hoekpand met gepleisterde gevel. Rechte kroonlijst | Woonhuis                  | 19e eeuw                                                                     |                                      | Langebrug 7               | 52° 9' 34" NB, 4° 29' 12" OL | 25014  | Meer afbeeldingen |
| Pand met gepleisterde lijstgevel | Woonhuis                  | 17e eeuw                                                                     |                                      | Langebrug 8               | 52° 9' 34" NB, 4° 29' 15" OL | 25036  | Meer afbeeldingen |
| Pand onder zadeldak. Kroonlijst met in het fries panelen en gesneden Lodewijk XIV-consoles | Woonhuis                  | laatste helft 18e eeuw                                                       |                                      | Langebrug 8 A             | 52° 9' 34" NB, 4° 29' 16" OL | 25037  | Pand onder zadeldak. Kroonlijst met in het fries panelen en gesneden Lodewijk XIV-consoles                                                                   |
| Hoekpand met topgevel voorzien van vlechtingen, ramen en ondergevel gewijzigd | Woonhuis                  | 17e eeuw                                                                     |                                      | Langebrug 9               | 52° 9' 34" NB, 4° 29' 12" OL | 25015  | Meer afbeeldingen |
| Pand met brede gepleisterde bakstenen gevel. Rechte kroonlijst hoog gesmeed stoephek, schuiframen met kleine roedenverdeling. Achtergevel van Gemeenlandshuis van Rijnland, Breestraat 59                                        | Woonhuis                  | eerste helft 17e eeuw                                                        |                                      | Langebrug 10              | 52° 9' 33" NB, 4° 29' 17" OL | 25038  | Meer afbeeldingen |
| Pand met eenvoudige gepleisterde lijstgevel | Woonhuis                  |                                                                              |                                      | Langebrug 12              | 52° 9' 32" NB, 4° 29' 19" OL | 25039  | Meer afbeeldingen |
| Pand met tuitgevel | Woonhuis                  | 17e eeuw                                                                     |                                      | Langebrug 13              | 52° 9' 34" NB, 4° 29' 13" OL | 25016  | Meer afbeeldingen |
| Pand met lijstgevel, ronde bogen boven vensters | Woonhuis                  | midden 17e eeuw                                                              |                                      | Langebrug 15              | 52° 9' 34" NB, 4° 29' 13" OL | 25017  | Meer afbeeldingen |
| Pand met lijstgevel | Woonhuis                  | 18e eeuw                                                                     |                                      | Langebrug 16              | 52° 9' 31" NB, 4° 29' 21" OL | 25040  | Meer afbeeldingen |
| Pand met gevel aan de Pieterskerkgracht, halsgevel met zandstenen vleugelstukken | Woonhuis                  | 1671                                                                         |                                      | Langebrug 19              | 52° 9' 34" NB, 4° 29' 13" OL | 25018  | Meer afbeeldingen |
| Pand met gepleisterde gevel met rechte kroonlijst | Woonhuis                  | 17e eeuw (oorspronkelijk)                                                    |                                      | Langebrug 20 A            | 52° 9' 30" NB, 4° 29' 21" OL | 25041  | Meer afbeeldingen |
| Pand met tuitgevel | Woonhuis                  | 17e eeuw (oorsprong)                                                         |                                      | Langebrug 22              | 52° 9' 29" NB, 4° 29' 22" OL | 25042  | Meer afbeeldingen |
| Poortje, achteruitgang voormalige Penshalpoort (ook wel Schapenpoort genoemd). Natuurstenen omlijsting als bekroning ram, wapen van Leiden houdend                                                                               | Versperring               | 1607                                                                         |                                      | Langebrug 22              | 52° 9' 29" NB, 4° 29' 23" OL | 25043  | Meer afbeeldingen |
| Pand met lijstgevel | Woonhuis                  | 19e eeuw                                                                     |                                      | Langebrug 24              | 52° 9' 29" NB, 4° 29' 23" OL | 25044  | Meer afbeeldingen |
| Pand met tuitgevel | Woonhuis                  | laatste helft 17e eeuw                                                       |                                      | Langebrug 26              | 52° 9' 29" NB, 4° 29' 23" OL | 25045  | Meer afbeeldingen |
| Pand met tuitgevel. Tudorbogen boven vensters op tweede verdieping | Woonhuis                  |                                                                              |                                      | Langebrug 28              | 52° 9' 29" NB, 4° 29' 23" OL | 25046  | Meer afbeeldingen |
| Pand met gevel met rechte kroonlijst | Woonhuis                  | 18e eeuw                                                                     |                                      | Langebrug 30              | 52° 9' 29" NB, 4° 29' 23" OL | 25047  | Meer afbeeldingen |
| Pand met trapgevel | Woonhuis                  | midden 17e eeuw                                                              |                                      | Langebrug 32              | 52° 9' 28" NB, 4° 29' 23" OL | 25049  | Meer afbeeldingen |
| Pand met tuitgevel, korfbogen boven vensters. Boven twee vensters met kruiskozijnen | Woonhuis                  | laatste helft 17e eeuw                                                       |                                      | Langebrug 32 A            | 52° 9' 28" NB, 4° 29' 23" OL | 25048  | Meer afbeeldingen |
| Pand met gepleisterde gevel met rechte kroonlijst | Woonhuis                  | 18e eeuw                                                                     |                                      | Langebrug 34              | 52° 9' 28" NB, 4° 29' 23" OL | 25050  | Meer afbeeldingen |
| Pand met gevel met rechte kroonlijst | Woonhuis                  | 18e eeuw                                                                     |                                      | Langebrug 36              | 52° 9' 28" NB, 4° 29' 23" OL | 25051  | Meer afbeeldingen |
| Poortje en tuinmuur met blinde nissen. Poortje modern | Erfscheiding              | 17e eeuw                                                                     |                                      | Langebrug 36              | 52° 9' 28" NB, 4° 29' 24" OL | 25052  | Meer afbeeldingen |
| Pand met gevel met rechte kroonlijst | Woonhuis                  | aanvang 19e eeuw                                                             |                                      | Langebrug 40              | 52° 9' 28" NB, 4° 29' 24" OL | 25053  | Meer afbeeldingen |
| Pand met tuitgevel. Onderbouw modern | Woonhuis                  |                                                                              |                                      | Langebrug 41              | 52° 9' 32" NB, 4° 29' 19" OL | 25020  | Pand met tuitgevel. Onderbouw modern |
| Pand met lijstgevel. Goot met drie consoles | Woonhuis                  |                                                                              |                                      | Langebrug 43              | 52° 9' 32" NB, 4° 29' 19" OL | 25021  | Pand met lijstgevel. Goot met drie consoles |
| Hoekpand Wolsteeg. Gevel met rechte kroonlijst | Woonhuis                  | laatste helft 17e eeuw                                                       |                                      | Langebrug 44              | 52° 9' 27" NB, 4° 29' 24" OL | 25054  | Meer afbeeldingen |
| Pand met eenvoudige lijstgevel | Woonhuis                  |                                                                              |                                      | Langebrug 45              | 52° 9' 31" NB, 4° 29' 19" OL | 25022  | Pand met eenvoudige lijstgevel |
| Pand met gevel met rechte kroonlijst | Woonhuis                  | laatste helft 17e eeuw                                                       |                                      | Langebrug 46              | 52° 9' 27" NB, 4° 29' 24" OL | 25055  | Meer afbeeldingen |
| Oorspronkelijk koetshuis van Breestraat 125, ook beneden staldeuren vrij goed in oude staat bewaard gebleven | Bijgebouwen kastelen enz. |                                                                              |                                      | Langebrug 48 A            | 52° 9' 27" NB, 4° 29' 24" OL | 25056  | Meer afbeeldingen |
| Pand met gevel met rechte kroonlijst | Woonhuis                  | midden 18e eeuw                                                              |                                      | Langebrug 50              | 52° 9' 26" NB, 4° 29' 25" OL | 25057  | Meer afbeeldingen |
| Fragment van gevel, met korfbogen en rechte kroonlijst | Onderdeel woningen e.d.   | eerste helft 17e eeuw                                                        |                                      | Langebrug 51              | 52° 9' 31" NB, 4° 29' 20" OL | 25023  | Meer afbeeldingen |
| Pand met gevel met rechte kroonlijst (Voortzetting van nr 50). Het Backers Gildehuys | Woonhuis                  | 1746                                                                         |                                      | Langebrug 52              | 52° 9' 26" NB, 4° 29' 25" OL | 25058  | Meer afbeeldingen |
| Pand met gevel met rechte kroonlijst, fries met mozaïekversiering | Woonhuis                  | laatste helft 17e eeuw                                                       |                                      | Langebrug 53              | 52° 9' 31" NB, 4° 29' 20" OL | 25024  | Meer afbeeldingen |
| Pand met tuitgevel | Woonhuis                  | laatste helft 17e eeuw                                                       |                                      | Langebrug 55              | 52° 9' 31" NB, 4° 29' 20" OL | 25025  | Meer afbeeldingen |
| Fragment van oude gevel, eenvoudige deuromlijsting | Onderdeel woningen e.d.   | eerste helft 17e eeuw                                                        |                                      | Langebrug 57              | 52° 9' 30" NB, 4° 29' 20" OL | 25026  | Meer afbeeldingen |
| Pand met geverfde bakstenen gevel met rechte kroonlijst, fragment van oude gevel | Woonhuis                  |                                                                              |                                      | Langebrug 67              | 52° 9' 30" NB, 4° 29' 21" OL | 25027  | Pand met geverfde bakstenen gevel met rechte kroonlijst, fragment van oude gevel                                                                             |
| Hoekhuis Lange Pieterskerkkoorsteeg. Twee gevelstenen met leeuwenmaskers en opschriften Die lijdt en siet, doet haet te niet. Beter benyt dan beclacht, alst Godt behacht. Rechte kroonlijst                                     | Woonhuis                  | ca. 1600                                                                     |                                      | Langebrug 69              | 52° 9' 29" NB, 4° 29' 21" OL | 25028  | Meer afbeeldingen |
| Pand met tuitgevel. Gevelsteen Tandem Bona Causa Triumphat, moderne onderpui van 1952 | Werk-woonhuis             | eerste helft 17e eeuw                                                        |                                      | Langebrug 83              | 52° 9' 28" NB, 4° 29' 23" OL | 25029  | Meer afbeeldingen |
| Pand met halsgevel met pilastergeledingen van Ionische orde. Zandstenen vleugelstukken, boven vensters engelkoppen en festoenen. Kroonlijst gewijzigd, onderpui hersteld 1952                                                    | Werk-woonhuis             | midden 17e eeuw                                                              |                                      | Langebrug 85              | 52° 9' 28" NB, 4° 29' 23" OL | 25030  | Meer afbeeldingen |
| Pand met gevel met rechte kroonlijst. Op bovenverdieping enige geledingen, moderne deuromlijsting | Werk-woonhuis             | midden 19e eeuw                                                              |                                      | Langebrug 87              | 52° 9' 28" NB, 4° 29' 23" OL | 25031  | Meer afbeeldingen |
| Pand met topgevel met rudimenten van trappen, korfbogen boven vensters | Woonhuis                  | midden 17e eeuw                                                              |                                      | Langebrug 89              | 52° 9' 28" NB, 4° 29' 23" OL | 25032  | Meer afbeeldingen |
| Pand met trapgevel, laag huis | Woonhuis                  | 17e eeuw                                                                     |                                      | Langebrug 93              | 52° 9' 27" NB, 4° 29' 24" OL | 25034  | Meer afbeeldingen |
| Pand met tuitgevel, onderpui verbouwd | Woonhuis                  | laatste helft 17e eeuw                                                       |                                      | Langebrug 95              | 52° 9' 27" NB, 4° 29' 24" OL | 25035  | Meer afbeeldingen |
| Gebouw van Sociale Zaken. Lange gevels met rechte kroonlijst | Woonhuis                  | aanvang 19e eeuw                                                             |                                      | Langebrug 146             | 52° 9' 23" NB, 4° 29' 27" OL | 25595  | Meer afbeeldingen |
| Latijnse School (1509-1600) Stedelijk Gymnasium (tot 1883) | Onderwijs en wetenschap   | 1509                                                                         |                                      | Lokhorststraat 16         | 52° 9' 30" NB, 4° 29' 14" OL | 25121  | Meer afbeeldingen |
| Pand met smalle bakstenen gevel met rechte kroonlijst | Woonhuis                  | midden 18e eeuw                                                              |                                      | Lokhorststraat 18         | 52° 9' 30" NB, 4° 29' 15" OL | 25122  | Meer afbeeldingen |
| Pand met bakstenen gevel met rechte kroonlijst | Woonhuis                  | midden 18e eeuw                                                              |                                      | Lokhorststraat 20         | 52° 9' 30" NB, 4° 29' 15" OL | 25123  | Meer afbeeldingen |
| Pand met bakstenen gevel met rechte kroonlijst. Eenvoudige deuromlijsting | Woonhuis                  | midden 18e eeuw                                                              |                                      | Lokhorststraat 22         | 52° 9' 30" NB, 4° 29' 15" OL | 25124  | Meer afbeeldingen |
| Pand met twee verdiepingen en pannen zadeldak. Verkropte houten kroonlijst | Woonhuis                  | 18e eeuw                                                                     |                                      | Lokhorststraat 25         | 52° 9' 30" NB, 4° 29' 16" OL | 25125  | Pand met twee verdiepingen en pannen zadeldak. Verkropte houten kroonlijst                                                                                   |
| Pand met zadeldak, evenwijdig aan de straat. Houten kroonlijst | Woonhuis                  | 18e eeuw                                                                     |                                      | Lokhorststraat 27         | 52° 9' 30" NB, 4° 29' 16" OL | 25126  | Pand met zadeldak, evenwijdig aan de straat. Houten kroonlijst                                                                                               |
| Hoekpand met ontlastingsbogen boven de vensters in de verdieping. Pui uit de tweede helft 19e eeuw, houten kroonlijst | Woonhuis                  | 17e eeuw                                                                     |                                      | Lokhorststraat 29         | 52° 9' 30" NB, 4° 29' 16" OL | 25127  | Hoekpand met ontlastingsbogen boven de vensters in de verdieping. Pui uit de tweede helft 19e eeuw, houten kroonlijst                                        |
| Pand met bakstenen gevel met hoekafronding | Woonhuis                  | midden 18e eeuw                                                              |                                      | Maarsmansteeg 2           | 52° 9' 32" NB, 4° 29' 28" OL | 25128  | Meer afbeeldingen |
| Winkel met bovenwoning | Werk-woonhuis             | ca. 1906                                                                     | H.J. Jesse en W. Fontein             | Maarsmansteeg 8           | 52° 9' 31" NB, 4° 29' 26" OL | 515136 | Meer afbeeldingen |
| Pand met fragment van Dorische pilastergevel door kroonlijst afgedekt. Vlakke gevelstenen met jaartal en leeuwenmasker, pui vernieuwd                                                                                            | Onderdeel woningen e.d.   | 1650 (jaartal)                                                               |                                      | Mandenmakerssteeg 1       | 52° 9' 34" NB, 4° 29' 25" OL | 25129  | Pand met fragment van Dorische pilastergevel door kroonlijst afgedekt. Vlakke gevelstenen met jaartal en leeuwenmasker, pui vernieuwd                        |
| Koornbrug | Brug                      | 1642                                                                         |                                      | Nieuwe Rijn 23 Ongd       | 52° 9' 29" NB, 4° 29' 31" OL | 25673  | Meer afbeeldingen |
| Nieuwsteegbrug, brug met gietijzeren fronton, stenen bruggehoofden | Brug                      | derde kwart 19e eeuw                                                         |                                      | Nieuwesteeg/Doezastraat   | 52° 9' 21" NB, 4° 29' 21" OL | 25221  | Meer afbeeldingen |
| Pand met bakstenen gevel met gesneden Lod. XVI consoles aan de rechte kroonlijst. Smalle zolderramen in de daklijst. Hardstenen stoep met palen. Gedeeltelijk oorspronkelijk interieur, Templum Salomonis                        | Woonhuis                  | eerste helft 18e eeuw                                                        |                                      | Nieuwsteeg 1              | 52° 9' 26" NB, 4° 29' 18" OL | 25197  | Meer afbeeldingen |
| Pand met gepleisterde lijstgevel | Woonhuis                  |                                                                              |                                      | Nieuwsteeg 2              | 52° 9' 26" NB, 4° 29' 19" OL | 25214  | Meer afbeeldingen |
| Pand met gevel met rechte kroonlijst. Stoeppalen | Woonhuis                  | 18e eeuw                                                                     |                                      | Nieuwsteeg 3              | 52° 9' 26" NB, 4° 29' 19" OL | 25198  | Meer afbeeldingen |
| Pand met eenvoudige gevel onder houten kroonlijst. Cordonlijst tussen de begane-grond en de eerste verdieping | Woonhuis                  | midden 19e eeuw                                                              |                                      | Nieuwsteeg 4              | 52° 9' 26" NB, 4° 29' 20" OL | 25215  | Meer afbeeldingen |
| Pand met gepleisterde gevel met rechte kroonlijst. Stoeppalen | Woonhuis                  | 18e eeuw                                                                     |                                      | Nieuwsteeg 5              | 52° 9' 26" NB, 4° 29' 19" OL | 25199  | Meer afbeeldingen |
| Pand met lijstgevel | Woonhuis                  |                                                                              |                                      | Nieuwsteeg 6              | 52° 9' 25" NB, 4° 29' 20" OL | 25216  | Meer afbeeldingen |
| Pand met gepleisterde gevel met rechte kroonlijst. Stoeppalen | Woonhuis                  | 18e eeuw                                                                     |                                      | Nieuwsteeg 7              | 52° 9' 26" NB, 4° 29' 19" OL | 25200  | Meer afbeeldingen |
| Pand met gevel met rechte kroonlijst | Woonhuis                  | 18e eeuw                                                                     |                                      | Nieuwsteeg 9              | 52° 9' 26" NB, 4° 29' 19" OL | 25201  | Meer afbeeldingen |
| Pand met gepleisterde lijstgevel. Onderbouw modern | Woonhuis                  |                                                                              |                                      | Nieuwsteeg 10             | 52° 9' 25" NB, 4° 29' 20" OL | 25218  | Pand met gepleisterde lijstgevel. Onderbouw modern |
| Pand met topgevel, halverwege afgeknot. Bogen boven de vensters. Onder verbouwd | Woonhuis                  | 17e eeuw                                                                     |                                      | Nieuwsteeg 11             | 52° 9' 25" NB, 4° 29' 19" OL | 25202  | Meer afbeeldingen |
| Pand met gepleisterde lijstgevel met maskersluitstenen boven vensters | Woonhuis                  | 17e eeuw                                                                     |                                      | Nieuwsteeg 13             | 52° 9' 25" NB, 4° 29' 19" OL | 25203  | Meer afbeeldingen |
| Pand met eenvoudige gepleisterde lijstgevel | Woonhuis                  |                                                                              |                                      | Nieuwsteeg 14             | 52° 9' 25" NB, 4° 29' 20" OL | 25219  | Meer afbeeldingen |
| Pand met gepleisterde lijstgevel | Woonhuis                  | 18e eeuw                                                                     |                                      | Nieuwsteeg 15             | 52° 9' 25" NB, 4° 29' 19" OL | 25204  | Meer afbeeldingen |
| Pand met lijstgevel | Woonhuis                  | deels 17e eeuw                                                               |                                      | Nieuwsteeg 16             | 52° 9' 24" NB, 4° 29' 20" OL | 25220  | Meer afbeeldingen |
| Perceelsgedeelte van pand dat een geheel vormt met het buurnummer 19. Laag afgesneden halsgevel met rechte kroonlijst | Woonhuis                  | 18e eeuw                                                                     |                                      | Nieuwsteeg 17             | 52° 9' 25" NB, 4° 29' 19" OL | 25205  | Meer afbeeldingen |
| Perceelsgedeelte van pand dat een geheel vormt met het buurnummer 17. Laag afgesneden halsgevel met rechte kroonlijst | Woonhuis                  | 18e eeuw                                                                     |                                      | Nieuwsteeg 19             | 52° 9' 25" NB, 4° 29' 19" OL | 25206  | Meer afbeeldingen |
| Pand met lijstgevel | Woonhuis                  | 18e eeuw                                                                     |                                      | Nieuwsteeg 21             | 52° 9' 25" NB, 4° 29' 19" OL | 25207  | Meer afbeeldingen |
| Pand met lijstgevel met gesneden consoles | Woonhuis                  | 18e eeuw                                                                     |                                      | Nieuwsteeg 23             | 52° 9' 24" NB, 4° 29' 19" OL | 25208  | Meer afbeeldingen |
| Pand met lijstgevel met tandingen aan de kroonlijst, gelijk aan nr 29 | Woonhuis                  | aanvang 19e eeuw                                                             |                                      | Nieuwsteeg 25             | 52° 9' 24" NB, 4° 29' 19" OL | 25209  | Meer afbeeldingen |
| Pand met lijstgevel met tandingen aan de kroonlijst, gelijk aan nr 25 | Woonhuis                  | aanvang 19e eeuw                                                             |                                      | Nieuwsteeg 29             | 52° 9' 24" NB, 4° 29' 19" OL | 25210  | Meer afbeeldingen |
| Pand met brede baksteen gevel met rechte console kroonlijst. Lod. XV omlijsting deurpartij, gesneden voordeur. Dak van latere datum                                                                                              | Woonhuis                  | laatste helft 18e eeuw                                                       |                                      | Nieuwsteeg 31             | 52° 9' 24" NB, 4° 29' 19" OL | 25211  | Meer afbeeldingen |
| Pand met tuitgevel | Woonhuis                  | midden 17e eeuw                                                              |                                      | Nieuwsteeg 37             | 52° 9' 23" NB, 4° 29' 20" OL | 25212  | Meer afbeeldingen |
| Pand met trapgevel, topvenster met kruiskozijn | Woonhuis                  | midden 17e eeuw                                                              |                                      | Nieuwsteeg 41             | 52° 9' 23" NB, 4° 29' 20" OL | 25213  | Meer afbeeldingen |
| Pand met trapgevel. Onderpui gewijzigd | Werk-woonhuis             | eerste helft 17e eeuw                                                        |                                      | Papengracht 3             | 52° 9' 36" NB, 4° 29' 8" OL  | 25422  | Meer afbeeldingen |
| Pand met brede bakstenen gevel met kroonlijst in tympanon, vier traveeën | Woonhuis                  | 1670 ca. 1925 (onderpui verbouwd)                                            | W. van der Helm                      | Papengracht 4             | 52° 9' 35" NB, 4° 29' 10" OL | 25432  | Meer afbeeldingen |
| Pand met brede bakstenen gevel, waarvan nr 5 bepleisterd en in empire stijl verbouwd. Onderpui 5 A omstreeks 1925 verbouwd, zelfde ontwerper als Papengracht 32, omgeving van der Helm                                           | Woonhuis                  | 1669-1672                                                                    |                                      | Papengracht 5 B           | 52° 9' 35" NB, 4° 29' 9" OL  | 25423  | Meer afbeeldingen |
| Pand met bakstenen gevel met rechte kroonlijst, behorend bij perceel Rapenburg 6, eertijds koetshuis van Rapenburg 8 | Woonhuis                  |                                                                              |                                      | Papengracht 5 B           | 52° 9' 35" NB, 4° 29' 9" OL  | 25424  | Meer afbeeldingen |
| Pand met gepleisterde bakstenen gevel met rechte kroonlijst. Hardstenen stoep met palen | Woonhuis                  | eerste helft 17e eeuw                                                        |                                      | Papengracht 6             | 52° 9' 35" NB, 4° 29' 10" OL | 25433  | Meer afbeeldingen |
| Pand met bakstenen gevel met rechte kroonlijst. Gevelsteen gekroonde schaar, eertijds kleermakersgildehuis | Woonhuis                  | 1671                                                                         |                                      | Papengracht 7             | 52° 9' 34" NB, 4° 29' 9" OL  | 25425  | Meer afbeeldingen |
| Pand met trapgevel. Vensters gewijzigd | Woonhuis                  | laatste helft 17e eeuw                                                       |                                      | Papengracht 8             | 52° 9' 34" NB, 4° 29' 10" OL | 25434  | Meer afbeeldingen |
| Pand met trapgevel met oorspronkelijke vensters in de top. Onderpui gewijzigd. Zijgevel aan de Langebrug | Woonhuis                  | 1670                                                                         |                                      | Papengracht 9             | 52° 9' 34" NB, 4° 29' 9" OL  | 25426  | Meer afbeeldingen |
| Zijgevel van het pand Papengracht 9 | Woonhuis                  | 17e eeuw                                                                     |                                      | Papengracht 9             | 52° 9' 33" NB, 4° 29' 9" OL  | 25011  | Zijgevel van het pand Papengracht 9 |
| Hôpital Wallon | Gezondheidszorg           | 1892                                                                         |                                      | Papengracht 13            | 52° 9' 33" NB, 4° 29' 9" OL  | 515079 | Meer afbeeldingen |
| Pand met gepleisterde brede gevel met rechte kroonlijst | Woonhuis                  | 18e eeuw                                                                     |                                      | Papengracht 19            | 52° 9' 32" NB, 4° 29' 10" OL | 25427  | Meer afbeeldingen |
| Pand met gevel met rechte kroonlijst, van oudere oorsprong | Woonhuis                  | begin 19e eeuw                                                               |                                      | Papengracht 20            | 52° 9' 32" NB, 4° 29' 11" OL | 25436  | Pand met gevel met rechte kroonlijst, van oudere oorsprong                                                                                                   |
| Pand met trapgevel met topmakelaar. Vensterbogen van geslepen baksteen en blokken natuursteen. Uit Kampen afkomstig Lod. XVI deurpaneel                                                                                          | Woonhuis                  | eerste helft 17e eeuw 1952/1953 (gerestaureerd)                              |                                      | Papengracht 21            | 52° 9' 32" NB, 4° 29' 10" OL | 25428  | Meer afbeeldingen |
| Pand met gepleisterde gevel met dubbel zadeldak en rechte kroonlijst | Woonhuis                  | eerste helft 17e eeuw                                                        |                                      | Papengracht 23            | 52° 9' 32" NB, 4° 29' 10" OL | 25429  | Meer afbeeldingen |
| Achteruitgang van Rapenburg 24, zandstenen poortje met laatgotische profilering en kroonlijst | Erfscheiding              |                                                                              |                                      | Papengracht 23 A          | 52° 9' 32" NB, 4° 29' 10" OL | 25430  | Meer afbeeldingen |
| Pand met pilastergevel, 3 vensters breed. Ionische pilasters, rechte kroonlijst. Zandstenen ingang met cartouche. Gesmeed ijzeren stoephek. Zelfde ontwerper als Papenstraat 5/5a, omgeving van der Helm                         | Woonhuis                  | 1665                                                                         |                                      | Papengracht 32            | 52° 9' 31" NB, 4° 29' 11" OL | 25437  | Meer afbeeldingen |
| Hof van Pieter Gerritsz. van der Speck: tuinmuur, poort en acht woninkjes | Sociale zorg, liefdadigh. | 1645 (toegangspoort vernieuwd)                                               |                                      | Pieter Gerritz Speckhof 2 | 52° 9' 27" NB, 4° 29' 21" OL | 25464  | Meer afbeeldingen |
| Pand met puntgevel | Woonhuis                  | midden 17e eeuw                                                              |                                      | Pieterskerk-Choorsteeg 7  | 52° 9' 29" NB, 4° 29' 21" OL | 25084  | Meer afbeeldingen |
| Pand met tuitgevel | Woonhuis                  | 18e eeuw                                                                     |                                      | Pieterskerk-Choorsteeg 11 | 52° 9' 29" NB, 4° 29' 21" OL | 25085  | Meer afbeeldingen |
| Pand met tuitgevel met oorspronkelijk verdiepingsvenster. Ingangsdeur in midden van de gevel als toegang tot het nog aanwezige onveranderde voorhuis. Onderpui 18e eeuw vernieuwd, boventop eind 19e eeuw vernieuwd              | Woonhuis                  | midden 17e eeuw                                                              |                                      | Pieterskerk-Choorsteeg 12 | 52° 9' 29" NB, 4° 29' 21" OL | 25089  | Meer afbeeldingen |
| Pand met tuitgevel. 19e-eeuwse winkelpui. Schuiframen met roedenverdeling | Woonhuis                  | 18e eeuw (top)                                                               |                                      | Pieterskerk-Choorsteeg 14 | 52° 9' 29" NB, 4° 29' 21" OL | 25090  | Meer afbeeldingen |
| Pand met brede hoge bakstenen woonhuisgevel met gesneden Lod. XIV consoles aan de kroonlijst. Eenvoudige Lod. XIV middentravee. Hardstenen stoep met twee palen. Gesmede hekjes voor de ramen                                    | Woonhuis                  | eerste helft 18e eeuw                                                        |                                      | Pieterskerk-Choorsteeg 15 | 52° 9' 29" NB, 4° 29' 20" OL | 25086  | Meer afbeeldingen |
| Pand met lijstgevel met horizontale banden met winkelpui | Woonhuis                  | 19e eeuw (winkelpui)                                                         |                                      | Pieterskerk-Choorsteeg 16 | 52° 9' 29" NB, 4° 29' 21" OL | 25091  | Meer afbeeldingen |
| Pand met tuitgevel | Woonhuis                  | 18e eeuw                                                                     |                                      | Pieterskerk-Choorsteeg 19 | 52° 9' 29" NB, 4° 29' 19" OL | 25087  | Meer afbeeldingen |
| Pand met tuitgevel. Moderne winkelpui | Woonhuis                  | 18e eeuw                                                                     |                                      | Pieterskerk-Choorsteeg 20 | 52° 9' 29" NB, 4° 29' 21" OL | 25092  | Meer afbeeldingen |
| Pand met gepleisterde lijstgevel, een geheel vormend met Pieterskerkhof 28 | Woonhuis                  |                                                                              |                                      | Pieterskerk-Choorsteeg 23 | 52° 9' 29" NB, 4° 29' 19" OL | 25088  | Meer afbeeldingen |
| Pand met tuitgevel. Moderne onderpui | Woonhuis                  | begin 18e eeuw                                                               |                                      | Pieterskerk-Choorsteeg 24 | 52° 9' 29" NB, 4° 29' 20" OL | 25093  | Meer afbeeldingen |
| Beheerderswoning gymnastiekschool | Dienstwoning              | 1860-1861                                                                    | Jan Willem Schaap                    | Pieterskerkgracht 5       | 52° 9' 33" NB, 4° 29' 14" OL | 515029 | Beheerderswoning gymnastiekschool |
| Gymnastiekschool | Onderwijs en wetenschap   | 1860-1861                                                                    | Jan Willem Schaap                    | Pieterskerkgracht 7       | 52° 9' 33" NB, 4° 29' 14" OL | 515030 | Meer afbeeldingen |
| Ars Aemula Naturae Voormalig aanzienlijk herenhuis, gevel fijngeslepen baksteen met natuurstenen banden. Dorische pilasters zonder hoofdgestel. Attiek met obelisken en tijdvers. Gesmeed stoephek. Nok door windwijzer bekroond | Woonhuis                  | 1619 (zuidvleugel) 1689 (ingangspoort)                                       |                                      | Pieterskerkgracht 9       | 52° 9' 32" NB, 4° 29' 15" OL | 25440  | Meer afbeeldingen |
| Statig herenhuis met rechte kroonlijst met metopen | Woonhuis                  | eind 18e eeuw                                                                |                                      | Pieterskerkgracht 11      | 52° 9' 32" NB, 4° 29' 15" OL | 25441  | Meer afbeeldingen |
| Laag huis met rechte kroonlijst, beneden intact, hier enige schuiframen met oude roeden en luiken. Stoep met palen | Woonhuis                  | 18e eeuw                                                                     |                                      | Pieterskerkgracht 14      | 52° 9' 32" NB, 4° 29' 16" OL | 25442  | Meer afbeeldingen |
| Pand met statige halsgevel | Woonhuis                  | achterhuis ca 1450, voorhuis begin 18e eeuw                                  |                                      | Pieterskerkgracht 16      | 52° 9' 32" NB, 4° 29' 16" OL | 25443  | Meer afbeeldingen |
| Hoekhuis met puntgevels. Ontlastingsbogen boven de oude vensters met winkelpui | Woonhuis                  | vroeg 17e eeuw (huis) tweede helft 19e eeuw (winkelpui)                      |                                      | Pieterskerkgracht 28      | 52° 9' 31" NB, 4° 29' 17" OL | 25444  | Meer afbeeldingen |
| Bakstenen diaconiewoning | Sociale zorg, liefdadigh. | 19e eeuw                                                                     |                                      | Pieterskerkhof 1          | 52° 9' 28" NB, 4° 29' 17" OL | 25445  | Meer afbeeldingen |
| Pieterskerk | Kerk en kerkonderdeel     | 1398 (koor) 1420 (kerk)                                                      |                                      | Pieterskerkhof 1 A        | 52° 9' 28" NB, 4° 29' 16" OL | 25446  | Meer afbeeldingen |
| Bakstenen diaconiewoning | Sociale zorg, liefdadigh. | 19e eeuw                                                                     |                                      | Pieterskerkhof 3          | 52° 9' 28" NB, 4° 29' 17" OL | 25447  | Meer afbeeldingen |
| Pand met trapgevel met drie kruiskozijnen, in de top afgedekt met zandstenen tympaan | Woonhuis                  | midden 17e eeuw                                                              |                                      | Pieterskerkhof 4          | 52° 9' 26" NB, 4° 29' 12" OL | 25451  | Meer afbeeldingen |
| Bakstenen diaconiewoning | Sociale zorg, liefdadigh. | 19e eeuw                                                                     |                                      | Pieterskerkhof 5          | 52° 9' 28" NB, 4° 29' 17" OL | 25448  | Meer afbeeldingen |
| Gravensteen | Gerechtsgebouw            | ca. 1200 (oude kern, vierkante toren)                                        |                                      | Pieterskerkhof 6          | 52° 9' 28" NB, 4° 29' 13" OL | 25452  | Meer afbeeldingen |
| Bakstenen diaconiewoning | Sociale zorg, liefdadigh. | 19e eeuw                                                                     |                                      | Pieterskerkhof 7          | 52° 9' 28" NB, 4° 29' 18" OL | 25449  | Bakstenen diaconiewoning |
| Diaconiewoningen tegen koor van de Pieterskerk, baksteengevels met zandstenen frieslijst en houten gootlijst | Sociale zorg, liefdadigh. | 19e eeuw                                                                     |                                      | Pieterskerkhof 9          | 52° 9' 28" NB, 4° 29' 18" OL | 25450  | Meer afbeeldingen |
| Diaconiewoningen tegen koor van de Pieterskerk, baksteengevels met zandstenen frieslijst en houten gootlijst | Sociale zorg, liefdadigh. | midden 17e eeuw                                                              |                                      | Pieterskerkhof 9          | 52° 9' 27" NB, 4° 29' 18" OL | 25450  | Meer afbeeldingen |
| Pand met gevel met rechte kroonlijst en rond venster | Woonhuis                  | 17e eeuw                                                                     |                                      | Pieterskerkhof 12         | 52° 9' 29" NB, 4° 29' 15" OL | 25453  | Meer afbeeldingen |
| Woonhuis met eenvoudige klokgevel, bestaande uit twee bouwlagen en een kapverdieping onder zadeldak | Woonhuis                  | 17e eeuw (oorsprong)                                                         |                                      | Pieterskerkhof 16         | 52° 9' 29" NB, 4° 29' 15" OL | 25454  | Meer afbeeldingen |
| Pand met bakstenen gevel en zijgevel. Ontpleisterd en gerestaureerd 1949, gemetselde bogen op verscheidene plaatsen zichtbaar | Woonhuis                  | ca. 1500                                                                     |                                      | Pieterskerkhof 22         | 52° 9' 29" NB, 4° 29' 18" OL | 25455  | Meer afbeeldingen |
| Pand met gevel met rechte kroonlijst en hoog zadeldak. Voorgevel 19e eeuw vernieuwd, huis van oudere oorsprong | Woonhuis                  |                                                                              |                                      | Pieterskerkhof 24         | 52° 9' 29" NB, 4° 29' 19" OL | 25456  | Meer afbeeldingen |
| Pand met gevel met rechte kroonlijst | Woonhuis                  | 17e eeuw                                                                     |                                      | Pieterskerkhof 26         | 52° 9' 29" NB, 4° 29' 19" OL | 25458  | Meer afbeeldingen |
| Hoekpand, een geheel vormend met Lange Pieterskerkkoorsteeg 23. Gepleisterde lijstgevel | Werk-woonhuis             | 17e eeuw                                                                     |                                      | Pieterskerkhof 28         | 52° 9' 29" NB, 4° 29' 19" OL | 25459  | Meer afbeeldingen |
| Pand met gepleisterde gevel met rechte kroonlijst en hoog zadeldak terzijde eindigend in topgevel | Woonhuis                  | 16e eeuw                                                                     |                                      | Pieterskerkhof 34         | 52° 9' 28" NB, 4° 29' 20" OL | 25460  | Meer afbeeldingen |
| Pand met gepleisterde gevel met rechte kroonlijst | Woonhuis                  | midden 19e eeuw                                                              |                                      | Pieterskerkhof 36         | 52° 9' 28" NB, 4° 29' 20" OL | 25461  | Meer afbeeldingen |
| Pand met bakstenen gevel met rechte kroonlijst. Deuromlijsting. Hardstenen stoep met palen | Woonhuis                  | 17e eeuw (gevel) midden 18e eeuw (ingang)                                    |                                      | Pieterskerkhof 38         | 52° 9' 27" NB, 4° 29' 20" OL | 25462  | Meer afbeeldingen |
| Bibliothèque Wallonne | Gezondheidszorg           | laatste helft 17e eeuw                                                       |                                      | Pieterskerkhof 40         | 52° 9' 27" NB, 4° 29' 20" OL | 25463  | Meer afbeeldingen |
| Lokhorstkerk | Kerk en kerkonderdeel     | 1638                                                                         |                                      | Pieterskerkstraat 1       | 52° 9' 30" NB, 4° 29' 17" OL | 25465  | Meer afbeeldingen |
| Pand met verdieping en schilddak, dat achter aansluit tegen een tuitgevel met rookkanaal. De gevels worden afgesloten door houten kroonlijsten. Aan de zijde van de Pieterskerkstraat een karakteristieke winkelpui              | Woonhuis                  | 17e eeuw (pand) derde kwart 19e eeuw (winkelpui)                             |                                      | Pieterskerkstraat 2       | 52° 9' 31" NB, 4° 29' 17" OL | 25466  | Meer afbeeldingen |
| Jean Michelhof | Sociale zorg, liefdadigh. | 1610 (poort) 1694 (gesticht)                                                 |                                      | Pieterskerkstraat 10      | 52° 9' 30" NB, 4° 29' 17" OL | 25467  | Meer afbeeldingen |
| Pand met verdieping, zolderverdieping en pannen schilddak. Voorgevel gewijzigd in de 18e en 19e eeuw | Woonhuis                  | 17e eeuw                                                                     |                                      | Pieterskerkstraat 20      | 52° 9' 29" NB, 4° 29' 18" OL | 25468  | Meer afbeeldingen |
| Pand met brede Ionische pilastergevel met zandstenen pilasters en baksteen traveeën. Rechts koetspoort met wapenschild. Hardstenen stoep met palen, kettingen en gesmeed hekwerk                                                 | Woonhuis                  | ca. 1640                                                                     |                                      | Rapenburg 2               | 52° 9' 36" NB, 4° 29' 7" OL  | 25530  | Meer afbeeldingen |
| Pand met Ionische pilastergevel, bakstenen traveeën over eerste en tweede verdieping, latere attiek. Fraaie stoep met gesmede leuning                                                                                            | Woonhuis                  |                                                                              |                                      | Rapenburg 4               | 52° 9' 35" NB, 4° 29' 8" OL  | 25531  | Meer afbeeldingen |
| Pand met Korinthische pilastergevel met gebeeldhouwd fronton, natuurstenen postament. Hardstenen stoep met gesmeed ijzeren hek                                                                                                   | Woonhuis                  |                                                                              |                                      | Rapenburg 6               | 52° 9' 35" NB, 4° 29' 7" OL  | 25532  | Meer afbeeldingen |
| Pand met brede bakstenen gevel, fronton en klassieke gootlijst, gebeeldhouwde natuurstenen ingangspartij. Hardstenen stoep, ijzeren hek                                                                                          | Woonhuis                  |                                                                              |                                      | Rapenburg 8               | 52° 9' 34" NB, 4° 29' 7" OL  | 25533  | Meer afbeeldingen |
| Pand met bakstenen gevel met Ionische pilasterstelling, rechte kroonlijst en festoenen. Onderpui vernieuwd | Woonhuis                  |                                                                              |                                      | Rapenburg 10              | 52° 9' 34" NB, 4° 29' 7" OL  | 25534  | Meer afbeeldingen |
| Pand met bakstenen gevel met rechte kroonlijsten. Hardstenen stoep | Gezondheidszorg           | ca. 1780                                                                     |                                      | Rapenburg 12              | 52° 9' 33" NB, 4° 29' 7" OL  | 25535  | Meer afbeeldingen |
| Pand met lijstgevel. Stoep met paal | Woonhuis                  | 18e eeuw                                                                     |                                      | Rapenburg 14              | 52° 9' 33" NB, 4° 29' 7" OL  | 25536  | Meer afbeeldingen |
| Pand met gepleisterde lijstgevel met 19e-eeuws uiterlijk | Woonhuis                  |                                                                              |                                      | Rapenburg 16              | 52° 9' 33" NB, 4° 29' 8" OL  | 25537  | Meer afbeeldingen |
| Pand met lijstgevel met mansarde dak | Woonhuis                  | 19e eeuw                                                                     |                                      | Rapenburg 18              | 52° 9' 33" NB, 4° 29' 8" OL  | 25538  | Meer afbeeldingen |
| Pand met gepleisterde lijstgevel. Poortdoorgang | Woonhuis                  | 19e eeuw                                                                     |                                      | Rapenburg 20              | 52° 9' 32" NB, 4° 29' 8" OL  | 25539  | Meer afbeeldingen |
| Pand met bakstenen gevel met rechte kroonlijst met consoles. Hardstenen deuromlijsting, stoep met palen en verhoogde voordeurstoep                                                                                               | Woonhuis                  | ca. 1740                                                                     |                                      | Rapenburg 22              | 52° 9' 32" NB, 4° 29' 8" OL  | 25540  | Meer afbeeldingen |
| Het Huijs Maupertuus | Woonhuis                  | midden 18e eeuw                                                              |                                      | Rapenburg 24              | 52° 9' 32" NB, 4° 29' 8" OL  | 25541  | Meer afbeeldingen |
| Pand met gevel met rechte kroonlijst, houten banden. Hardstenen stoep en stoephek | Woonhuis                  | midden 19e eeuw (indruk)                                                     |                                      | Rapenburg 26              | 52° 9' 31" NB, 4° 29' 8" OL  | 25542  | Meer afbeeldingen |
| Rijksmuseum van Oudheden | Welzijn, kunst en cultuur | 1750+1817 (verbouwd) 1940-49 (gerestaureerd en gewijzigd) 19e eeuw (vleugel) |                                      | Rapenburg 28              | 52° 9' 30" NB, 4° 29' 8" OL  | 25543  | Meer afbeeldingen |
| Achterzijde van het Museum van Oudheden Hof van Zessen. Lange bakstenen gevels met rechte kroonlijst. Hardstenen stoep met palen, waaronder oude stallen                                                                         | Overheidsgebouw           | eerste helft 19e eeuw                                                        |                                      | Rapenburg 28              | 52° 9' 30" NB, 4° 29' 10" OL | 25431  | Meer afbeeldingen |
| Pand met bakstenen gevel en rechte kroonlijst. Stoephek met ijzeren stang | Woonhuis                  | eind 17e eeuw                                                                |                                      | Rapenburg 32              | 52° 9' 29" NB, 4° 29' 9" OL  | 25544  | Meer afbeeldingen |
| Pand met Ionische pilastergevel. Bakstenen gevel met zandstenen banden rechte kroonlijst. Empire gesmeed stoephek | Woonhuis                  | ca. 1650                                                                     |                                      | Rapenburg 34              | 52° 9' 28" NB, 4° 29' 9" OL  | 25545  | Meer afbeeldingen |
| Pand met Ionische pilastergevel. Gevel met tympanon, gepleisterd. Stoephek met palen. | Woonhuis                  | ca. 1650                                                                     |                                      | Rapenburg 36              | 52° 9' 28" NB, 4° 29' 9" OL  | 25546  | Meer afbeeldingen |
| Pand met Ionische pilastergevel. Bakstenen gevel met zandsteenbanden rechte kroonlijst met gebeeldhouwde festoenen. Stoephek met palen en kettingen                                                                              | Woonhuis                  | ca. 1650                                                                     |                                      | Rapenburg 38              | 52° 9' 28" NB, 4° 29' 9" OL  | 25547  | Meer afbeeldingen |
| Pand met Korinthische pilastergevel door rechte kroonlijst gedekt. Lod. XV deuromlijsting. Terzijde opkamer. Hardstenen stoep en palen. Kroonlijst gewijzigd                                                                     | Woonhuis                  |                                                                              |                                      | Rapenburg 40              | 52° 9' 28" NB, 4° 29' 9" OL  | 25548  | Pand met Korinthische pilastergevel door rechte kroonlijst gedekt. Lod. XV deuromlijsting. Terzijde opkamer. Hardstenen stoep en palen. Kroonlijst gewijzigd |
| Achtermuur van Rapenburg 40 met zandstenen ingang. Restant van pilastergevel van een verdwenen huis | Erfscheiding              | midden 17e eeuw                                                              |                                      | Rapenburg 40              | 52° 9' 28" NB, 4° 29' 9" OL  | 25457  | Meer afbeeldingen |
| Pand met trapgevel met zandstenen hoekblokken. Hardstenen stoep met palen | Woonhuis                  | aanvang 17e eeuw                                                             |                                      | Rapenburg 42              | 52° 9' 27" NB, 4° 29' 9" OL  | 25549  | Meer afbeeldingen |
| Huis van Leyden | Woonhuis                  | midden 17e eeuw                                                              |                                      | Rapenburg 48              | 52° 9' 27" NB, 4° 29' 10" OL | 25550  | Meer afbeeldingen |
| Pand met lijstgevel | Woonhuis                  | 19e eeuw                                                                     |                                      | Rapenburg 50              | 52° 9' 26" NB, 4° 29' 10" OL | 25551  | Meer afbeeldingen |
| Pand met bakstenen gevel met rechte kroonlijst. Hardstenen stoep met palen. Speklagen, zadeldak in topgevels terzijde eindigend                                                                                                  | Woonhuis                  | 17e eeuw                                                                     |                                      | Rapenburg 52              | 52° 9' 26" NB, 4° 29' 10" OL | 25552  | Meer afbeeldingen |
| Pand met gepleisterde gevel met rechte kroonlijst | Woonhuis                  | 19e eeuw, waarschijnlijk van ouder oorsprong                                 |                                      | Rapenburg 54              | 52° 9' 26" NB, 4° 29' 10" OL | 25553  | Meer afbeeldingen |
| Pand met gepleisterde gevel met rechte kroonlijst, vensters met ronde hoeken. Mansarde dak. Stoeppalen en staaf | Woonhuis                  | 19e eeuw                                                                     |                                      | Rapenburg 58              | 52° 9' 25" NB, 4° 29' 10" OL | 25554  | Meer afbeeldingen |
| Pand met gepleisterde gevel met rechte kroonlijst. Zadeldak | Woonhuis                  |                                                                              |                                      | Rapenburg 60              | 52° 9' 25" NB, 4° 29' 10" OL | 25555  | Meer afbeeldingen |
| Pand met bakstenen gevel in Vredeman de Vriesstijl, stoeppalen | Woonhuis                  | ca. 1890                                                                     |                                      | Rapenburg 62              | 52° 9' 25" NB, 4° 29' 11" OL | 25556  | Meer afbeeldingen |
| Pand met bakstenen lijstgevel. Lod. XIV deuromlijsting, goede pui. Hardstenen stoep en palen | Woonhuis                  | aanvang 18e eeuw                                                             |                                      | Rapenburg 64              | 52° 9' 25" NB, 4° 29' 11" OL | 25557  | Meer afbeeldingen |
| Pand met gevel met rechte kroonlijst. Hardstenen stoep met palen. Gevelsteen d' Oosterse kamp | Woonhuis                  | 18e eeuw                                                                     |                                      | Rapenburg 66              | 52° 9' 24" NB, 4° 29' 11" OL | 25558  | Meer afbeeldingen |
| Voormalige Universiteitsbibliotheek | Onderwijs en wetenschap   | ca. 1500 (begijnhofkapel) 1587 (gevelsteen) 1916-1922                        | J.A.W. Vrijman                       | Rapenburg 70              | 52° 9' 24" NB, 4° 29' 12" OL | 25559  | Meer afbeeldingen |
| Pand met gedrukte tuitgevel, afgedekt met kroonlijst en zijgevel op hoek. Goede onderpui | Woonhuis                  |                                                                              |                                      | Rapenburg 76              | 52° 9' 23" NB, 4° 29' 12" OL | 25560  | Meer afbeeldingen |
| Pand met lijstgevel | Woonhuis                  | 18e eeuw                                                                     |                                      | Rapenburg 78              | 52° 9' 23" NB, 4° 29' 12" OL | 25561  | Meer afbeeldingen |
| Pand met tuitgevel | Woonhuis                  | 18e eeuw                                                                     |                                      | Rapenburg 80              | 52° 9' 22" NB, 4° 29' 12" OL | 25562  | Meer afbeeldingen |
| Pand met gepleisterde lijstgevel | Woonhuis                  | 18e eeuw                                                                     |                                      | Rapenburg 82              | 52° 9' 22" NB, 4° 29' 13" OL | 25563  | Meer afbeeldingen |
| Pand met lijstgevel | Woonhuis                  | begin 19e eeuw                                                               |                                      | Rapenburg 84              | 52° 9' 22" NB, 4° 29' 13" OL | 25564  | Meer afbeeldingen |
| Pand met trapgevel met zandstenen guirlande en vleugelstukken. Hardstenen stoep en palen | Woonhuis                  | eerste helft 17e eeuw                                                        |                                      | Rapenburg 86              | 52° 9' 22" NB, 4° 29' 13" OL | 25565  | Meer afbeeldingen |
| Pand met tuitgevel. Hardstenen stoep en palen | Woonhuis                  | eerste helft 18e eeuw                                                        |                                      | Rapenburg 92              | 52° 9' 22" NB, 4° 29' 14" OL | 25566  | Meer afbeeldingen |
| Bakstenen gevel met rechte kroonlijst en bepleisterde onderpui | Gebouw                    | ca. 1810                                                                     |                                      | Rapenburg 94              | 52° 9' 22" NB, 4° 29' 14" OL | 25567  | Meer afbeeldingen |
| Pand met geverfde tuitgevel. Hardstenen stoep en palen. Later gewijzigd | Woonhuis                  | laatste helft 17e eeuw                                                       |                                      | Rapenburg 102             | 52° 9' 22" NB, 4° 29' 15" OL | 25568  | Meer afbeeldingen |
| Pand met bakstenen gevel met rechte kroonlijst met opzetstukken, gesneden deurkalf. Hardstenen stoep en palen | Woonhuis                  | eind 18e eeuw                                                                |                                      | Rapenburg 104             | 52° 9' 22" NB, 4° 29' 16" OL | 25569  | Meer afbeeldingen |
| Pand met hoge bakstenen lijstgevel. Hardstenen stoep met ijzeren stoephek | Woonhuis                  | eind 18e eeuw                                                                |                                      | Rapenburg 106             | 52° 9' 22" NB, 4° 29' 17" OL | 25570  | Meer afbeeldingen |
| Pand met lijstgevel, deels gepleisterd | Woonhuis                  | 18e eeuw en van oudere datum                                                 |                                      | Rapenburg 110             | 52° 9' 22" NB, 4° 29' 18" OL | 25571  | Meer afbeeldingen |
| Pand met brede bakstenen gevel. Ingangspartij met omlijsting. Hardstenen stoep met stoeppalen | Woonhuis                  | begin 19e eeuw                                                               |                                      | Rapenburg 112             | 52° 9' 22" NB, 4° 29' 18" OL | 25572  | Meer afbeeldingen |
| Pand met lijstgevel | Woonhuis                  | aanvang 19e eeuw                                                             |                                      | Rapenburg 114             | 52° 9' 21" NB, 4° 29' 18" OL | 25573  | Meer afbeeldingen |
| Pand met gepleisterde lijstgevel | Woonhuis                  | 18e eeuw, in de 19e eeuw opgesierd                                           |                                      | Rapenburg 116             | 52° 9' 21" NB, 4° 29' 19" OL | 25574  | Meer afbeeldingen |
| Pand met smalle bakstenen gevel met rechte kroonlijst | Woonhuis                  | laatste helft 18e eeuw                                                       |                                      | Rapenburg 118             | 52° 9' 21" NB, 4° 29' 19" OL | 25575  | Meer afbeeldingen |
| Pand met lijstgevel met houten deuromlijsting. Hardstenen stoep met stoeppalen | Woonhuis                  | 18e eeuw                                                                     |                                      | Rapenburg 120             | 52° 9' 21" NB, 4° 29' 19" OL | 25576  | Meer afbeeldingen |
| Pand met gevel met rechte kroonlijst. Hardstenen stoep en stoeppalen | Woonhuis                  | eind 18e eeuw, gewijzigd begin 19e eeuw                                      |                                      | Rapenburg 122             | 52° 9' 21" NB, 4° 29' 19" OL | 25577  | Pand met gevel met rechte kroonlijst. Hardstenen stoep en stoeppalen                                                                                         |
| Pand met gepleisterde gevel en rechte daklijst. Schuiframen met kleine roedenverdeling en aan de benedenramen luiken. Hoekpand Rapenburg                                                                                         | Woonhuis                  | 19e eeuw                                                                     |                                      | Scheepmakerssteeg 2       | 52° 9' 22" NB, 4° 29' 16" OL | 25582  | Meer afbeeldingen |
| Klein Sionshof | Sociale zorg, liefdadigh. | 1505 (vergroot) en 1568 (vergroot)                                           |                                      | Schoolsteeg 3             | 52° 9' 33" NB, 4° 29' 12" OL | 25094  | Meer afbeeldingen |
| Stadhuis | Bestuursgebouw en onderdl | 1934                                                                         | Cornelis Jonke Blaauw                | Stadhuisplein 1           | 52° 9' 29" NB, 4° 29' 28" OL | 519571 | Meer afbeeldingen |
| Pand met bakstenen gevel met rechte kroonlijst. Bogen boven de ramen. Gevel van pleisterlaag in 1948 ontdaan | Woonhuis                  | 17e eeuw                                                                     |                                      | Steenschuur 1             | 52° 9' 23" NB, 4° 29' 34" OL | 25585  | Meer afbeeldingen |
| Pand met gepleisterde dubbele bakstenen gevel met rechte kroonlijst. Gesneden dubbele voordeur met bovenlicht. Stoepstangen over hardstenen palen                                                                                | Werk-woonhuis             | Laat 18e eeuw, mogelijk 17e eeuw                                             |                                      | Steenschuur 3             | 52° 9' 22" NB, 4° 29' 33" OL | 25586  | Meer afbeeldingen |
| Pand met gevel met rechte kroonlijst. Hardstenen stoep met palen | Woonhuis                  | 18e eeuw                                                                     |                                      | Steenschuur 5             | 52° 9' 22" NB, 4° 29' 33" OL | 25587  | Meer afbeeldingen |
| Pand met bakstenen gevel van vier traveeën in bovendeel pilasters, rechte kroonlijst | Werk-woonhuis             | 18e eeuw                                                                     |                                      | Steenschuur 7             | 52° 9' 22" NB, 4° 29' 32" OL | 25588  | Meer afbeeldingen |
| Pand met trapgevel met zandstenen lijsten, banden en blokken, vensterbogen. Hardstenen stoep en palen. Gevel in Haarlemse trant. Boventop vernieuwd en vereenvoudigd 19e eeuw                                                    | Woonhuis                  | eerste kwart 17e eeuw                                                        |                                      | Steenschuur 11            | 52° 9' 22" NB, 4° 29' 31" OL | 25589  | Meer afbeeldingen |
| Pand met trapgevel met zandstenen lijsten, banden, blokken en vensterbogen, deuromlijsting laat Lod. XVI. Hardstenen stoep met palen                                                                                             | Woonhuis                  | eerste kwart 17e eeuw                                                        |                                      | Steenschuur 13            | 52° 9' 22" NB, 4° 29' 31" OL | 25590  | Meer afbeeldingen |
| Pand met bakstenen gevel met rechte kroonlijst, zandstenen togen boven de vensters 1e en 2e verdieping. onderpui vernieuwd | Woonhuis                  | eerste helft 17e eeuw                                                        |                                      | Steenschuur 15            | 52° 9' 22" NB, 4° 29' 31" OL | 25591  | Meer afbeeldingen |
| Pand met gevel met rechte kroonlijst, vooruitspringend middenstuk. Hardstenen stoep met gesmeed hek. Houten deuromlijsting en bovenlicht                                                                                         | Woonhuis                  | 18e eeuw                                                                     |                                      | Steenschuur 17            | 52° 9' 22" NB, 4° 29' 30" OL | 25592  | Meer afbeeldingen |
| Sint Lodewijkskerk | Kerk en kerkonderdeel     | 1632                                                                         |                                      | Steenschuur 19            | 52° 9' 22" NB, 4° 29' 30" OL | 25593  | Sint Lodewijkskerk |
| Toren van de Sint Lodewijkskerk | Kerk en kerkonderdeel     | 1583 (toren) 1593 (spits)                                                    |                                      | Steenschuur 19            | 52° 9' 22" NB, 4° 29' 30" OL | 25594  | Meer afbeeldingen |
| Kamerlingh Onnes laboratorium | Onderwijs en wetenschap   | 1856-1859                                                                    | Henri F.G.N. Camp                    | Steenschuur 25            | 52° 9' 24" NB, 4° 29' 21" OL | 515100 | Meer afbeeldingen |
| Vismarktfontein: Hardsteen met wit marmer. Beeldhouwwerk van Johs Hannaert en Cornelis Minee, in 1858 door gegoten hek met motieven omgeven                                                                                      | Straatmeubilair           | 1692                                                                         | waarschijnlijk Jacob Roman           | Vismarkt 1                | 52° 9' 30" NB, 4° 29' 29" OL | 25663  | Meer afbeeldingen |
| Pand met lijstgevel | Woonhuis                  |                                                                              |                                      | Vrouwensteeg 11           | 52° 9' 0" NB, 4° 29' 18" OL  | 25648  | Meer afbeeldingen |
| Pand met tuitgevel met aanzetsteen. Bovenvenster oorspronkelijk | Woonhuis                  | 1746 (jaartal)                                                               |                                      | Vrouwensteeg 16 A         | 52° 9' 36" NB, 4° 29' 18" OL | 25649  | Meer afbeeldingen |
| Politiebureau | Overheidsgebouw           | 1927                                                                         | Jan Neisingh                         | Zonneveldstraat 10        | 52° 9' 25" NB, 4° 29' 23" OL | 515087 | Meer afbeeldingen |